# Осиповский, Тимофей Фёдорович
Тимофей Фёдорович Осиповский (22 января [2 февраля] 1766, село Осипово, Ковровский уезд, Владимирская губерния, Российская империя — 12 [24] июня 1832, Москва, Российская империя) — русский математик и философ-рационалист, заслуженный профессор, ректор Императорского Харьковского университета.

## Биография
Родился в семье сельского священника 2 февраля 1766 года. Учился во Владимирской духовной семинарии. В 1783 году он должен был окончить курс по классу риторики, но незаурядные способности юного семинариста обратили на себя внимание его воспитателей и его отправили в Санкт-Петербург, — в открываемую там учительскую семинарию; курс обучения, начавшись в ноябре 1783 года, продолжался до августа 1786 года, когда состоялся первый выпуск. Еще студентом опубликовал свои первые научные работы в журнале "Растущий виноград".
С сентября 1786 года Осиповский начал работать в Главном народном училище, в Москве, учителем математических предметов и российской грамматики. Репутация Осиповского как «отличнейшего из учителей» и как математика была настолько велика, что комиссия по народным училищам неоднократно присылала ему на просмотр и рецензии издаваемые ею математические сочинения. В этот период   он составил свой учебный курс математики.
Осенью 1799 года Т. Ф. Осиповскому, ввиду тяжёлой болезни преподавателя кафедры физико-математических наук Петербургской учительской гимназии П. И. Гиларовского, было предложено занять эту кафедру со званием исполняющего должность профессора математики и в марте 1800 года он переехал в Петербург. Здесь он принялся за переделку и дополнение, составленного им ещё в Москве, учебного курса математики. Сначала, в 1801 году появился второй том «Курса математики» (829 страниц и 11 таблиц чертежей), включавший прямолинейною и сферическую геометрию, тригонометрию и введение в криволинейную геометрию. В 1802 году вышел первый том (357 страниц), содержавший общую и частную арифметику. «Курс математики» Осиповского полнее, чем какое-либо другое руководство, освещал математические знания того времени, начиная от элементарных, начальных сведений по арифметике и кончая вариационным исчислением. В «Курсе математики» он утверждал, что протяжённость тел существует как объективная реальность и лишь отражается в пространственных понятиях. Глубокое содержание, строгая научная последовательность, новизна в освещении многих вопросов обеспечили этому курсу заслуженную репутацию одного из лучших руководств того времени по дифференциальному и интегральному исчислению. Всей этой работой Осиповский был настолько загружен, что, по его словам, не имел времени даже выйти из дому.
В 1803 году Академия наук предложила ему вступить в число её членов со званием адъюнкта математики. Однако  отказался от этого предложения, но принял предложение основателя Харьковского университета В. Н. Каразина занять место профессора математики в открываемом Харьковском университете; 7 февраля 1803 года он был утверждён в этой должности, и в числе первых из назначенных в Харьков профессоров, принял активное участие в подготовительных работах к открытию университета. К чтению лекций профессор Осиповский приступил в феврале 1805 года.
С первых же шагов своей педагогической деятельности Осиповский встретился с большими затруднениями, вызванными чрезвычайно слабой подготовкой будущих студентов. Поэтому при Харьковском университете по инициативе Т. Ф. Осиповского был учреждён подготовительный класс, где Осиповский читал различные курсы математики: так называемую чистую математику, или механику, а также оптику и астрономию. В курсе чистой математики он излагал теорию функций, дифференциальное, интегральное и вариационное исчисление, приложение аналитических функций к высшей геометрии. Кроме этого, временно, до 7 февраля 1808 года, профессор Осиповский преподавал курс прикладной математики, в которую тогда входили оптика и механика; в 1813 году механику стал читать ученик Осиповского Н. М. Архангельский, а курс оптики он оставил за собой. С этого же года Осиповский стал читать лекции по астрономии.
В 1805 году в Москве был напечатан под заглавием «Логика, или умственная наука, руководствующая к достижению истины» перевод с французского языка «Логики» Кондильяка, сделанный Осиповским. Вскоре он выступил противником нового направления германской философской мысли, проводником которой был в харьковском университете кантианец профессор И. Б. Шад. Борьбу с новой немецкой философией Осиповский не ограничивал областью логики, но перенёс её также и на те отделы метафизики, которые соприкасались с физико-математическими науками, выступив против априорного характера динамической теории как враждебной атомизму. В торжественных собраниях Харьковского университета 30 августа 1807 и 1813 годов он произнёс речи «О пространстве и времени» и «Рассуждение о динамической системе Канта», в которых главным предметом критики было возвращение Канта к идеализму философов древней Греции.
С 1813 по 1820 годы Т. Ф. Осиповский был ректором Императорского Харьковского университета; к 1820 году выслужил звание заслуженного профессора.
Осиповский проводил также научные изыскания не только в области математики. В 1817 году он представил «Обществу наук» при Харьковском университете работу «О разделении электричества в разобщенных отводах при держании перед ними в некотором удалении наэлектризованного тела». Он выступал за реформу календаря: в своей статье «О календаре», опубликованной в майском номере журнала «Украинский вестник» за 1816 год, Осиповский предложил, начиная с 1817 или с 1821 года, на протяжении 48 лет не отмечать високосных годов, пока отставание календаря не будет компенсировано. Обширной и многогранной была его общественная деятельность.

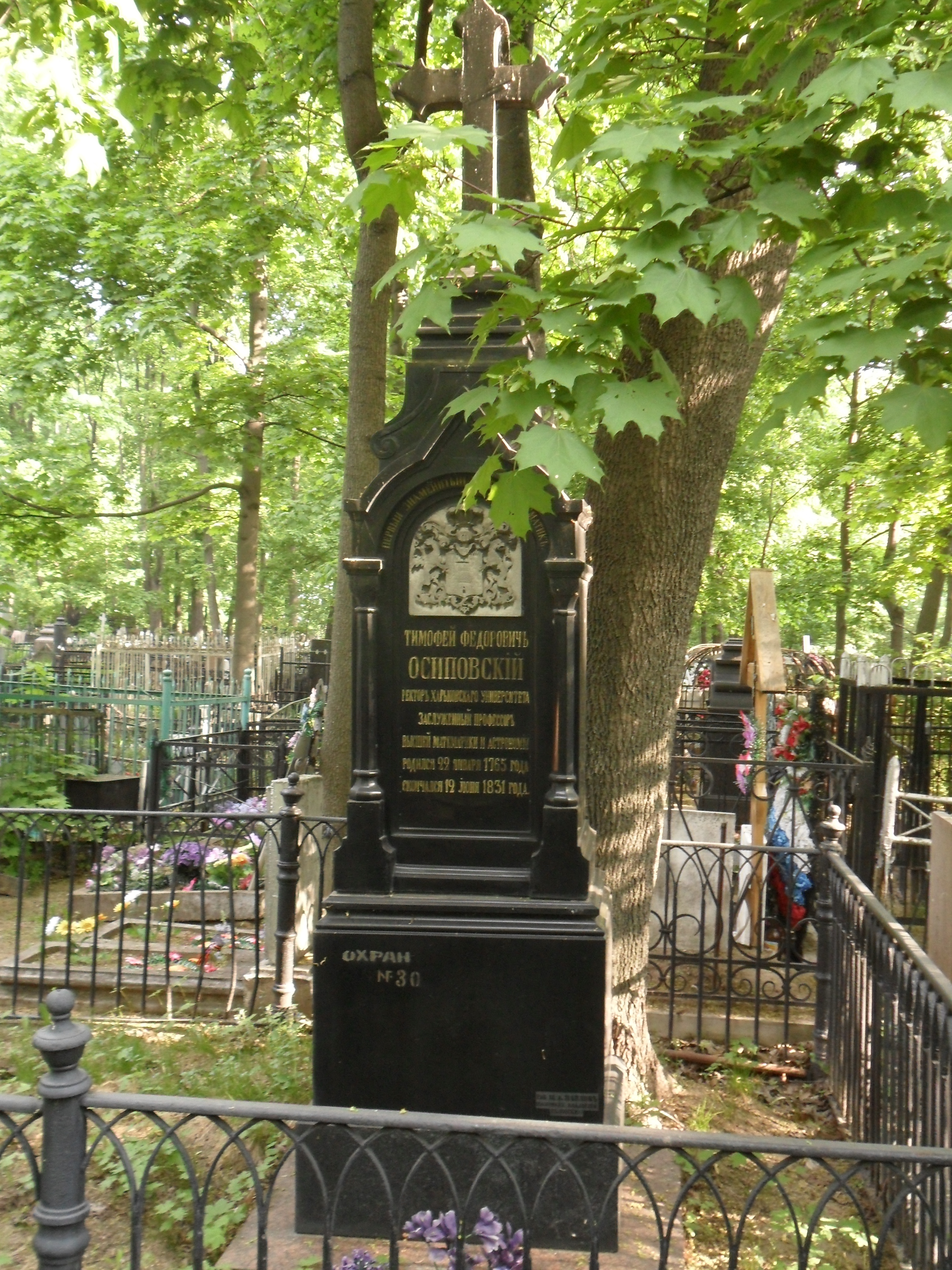
Могила Осиповского на Ваганьковском кладбище.

Осиповский был человек прямой и резкий и последовательно выступал против любых форм мистицизма и философского идеализма и критиковал действия, вступившего в должность попечителя Харьковского учебного округа, З. Я. Карнеева; в результате, 1 ноября 1820 года Т. Ф. Осиповский был отправлен в отставку и Харьковский университет лишился лучшего из своих профессоров.
Переехав на постоянное жительство в Москву, Осиповский предался исключительно учёным занятиям. Он начал их с продолжения, предпринятого им ещё в 1802 году перевода «Небесной механики» Лапласа, который был им окончен в 1822 году. В Москве же Осиповский напечатал своё исследование «Рассуждение о том, что астрономические наблюдения над телами солнечной системы, когда их употребить хотим в выкладке, требующей большой точности, надлежит поправить еще по времени прохождения от них к нам света; с присовокуплением объяснения некоторых оптических явлений, бывающих при закрытии одного тела другим». В работе «Исследование световых явлений», вышедшей в Москве в 1827 году, Осиповский решил вопрос, связанный с некоторыми оптическими явлениями. Так, светлые кольца, наблюдаемые вокруг небесных светил, он истолковал на основе отражения и преломления света в водяных пузырьках земной атмосферы. Большое теоретическое значение имели труды Осиповского по механике: «Теория движения тел, бросаемых на поверхность земли» и «О действии сил на гибкие тела и о происходящем от того равновесии».
Похоронен на Ваганьковском кладбище (11 уч.).

## Герб Осиповских
В дипломе на дворянство, Высочайше пожалованного 14 июня 1878 года действительному статскому советнику Дмитрию Тимофеевичу Осиповскому (1813—1881) указано: «в лазоревом поле, усеянном золотыми шестилучевыми звездами, изображена золотая же башня, над которой — серебряные комета (в виде хвостатой шестилучевой звезды) и полумесяц. На щите — дворянский коронованный шлем; в нашлемнике — три страусовых пера: лазоревое между золотыми. Лазоревый намет подбит геральдически справа золотом, а слева — серебром. Щитодержатели — золотые гриф (грифон) и лев, имеющие червленое вооружение (глаза, языки, когти)». Герб Осиповских был размещён на здании городской усадьбы Шаховских — Краузе — Осиповских (ныне — улица Воздвиженка, 18).

## Память
- Улица в Киеве[15]
- Международная открытая олимпиада по программированию им. Т. Ф. Осиповского — «Osipovsky Cup»[16]
- «Осиповская средняя общеобразовательная школа» Ковровского района носит имя Т. Ф. Осиповского[17]
- Муниципальные математические чтения среди учащихся образовательных организаций, посвященных 250 – летию со дня рождения русского математика Тимофея Федоровича Осиповского

## Рекомендуемая литература
- Бахмутская Э. Я. Тимофей Федорович Осиповский и его «Курс математики» // Историко-математические исследования. Выпуск V. — М.: Гос. изд-во технико-теоретической литературы, 1952. — С. 28—74.
- Рыбкин Г. Ф. Материалистические черты мировоззрения М. В. Остроградского и его учителя Т. Ф. Осиповского // Успехи математических наук. — Т.VII, вып. 2 (48), 1952. — С. 123—144.
- Прудников В. Е. Дополнительные сведения об Т. Ф. Осиповском // Историко-математические исследования. Выпуск V. — М.: Гос. изд-во технико-теоретической литературы, 1952. — С. 75—83.
- Войтко В. И. Философские и логические взгляды Т. Ф. Осиповского. Автореферат дисс. на соиск уч. ст. канд. филос. наук. — Киев, АН УССР, 1953.
- Прудников В. Е. О русских учебниках математики для средних школ в XIX в. // Математика в школе, 1954. — № 3.
- Кравец И. Н. Т. Ф. Осиповский — выдающийся русский ученый и мыслитель. — М.: Изд-во АН СССР, 1955. (также: Фролов И. Т. Против субъективизма и модернизации: Рецензия на книгу И. Н. Кравец // Вопросы философии. — М., 1956. № 3. С. 202—207.)
- Прудников В. Е. Русские педагоги-математики XVII—XIX веков. — М.: Гос. уч.-пед. изд., 1956. — С. 171—188.
- Смирнов А. В. Уроженцы и деятели Владимирской губернии, получившие известность на различных поприщах общественной пользы. (Материалы для биобиблиографического словаря). Выпуск 4-й. — Губ. гор. Владимир: Типография Губернского Правления, 1910.
- Эйнгорн В. Московское главное народное училище в конце XVIII в // Журнал министерства народного просвещения. — 1910. — Ч. XXVI. Март. — С. 129—168.
- Барабанов О. О., Юлина Н. А. Изложение основ арифметики и алгебры в учебниках Л. Эйлера и Т. Ф. Осиповского. Сходство и различие // История науки и техники. — 2008. — № 2. — С. 2—13.